# Dietrich Unkrodt
Dietrich Unkrodt (ur. 25 sierpnia 1934 w Prudniku, zm. 26 czerwca 2006 w Chociebużu) – niemiecki tubista i kontrabasista. Pionier solowej muzyki tubowej w Niemczech.
Od 1956 do 1960 pracował w Teatrze Meiningen. Następnie rozpoczął pracę w Komische Oper Berlin, gdzie został mianowany głównym tubistą. Od 1980 wraz z Hannesem Zerbe tworzył duet Zerbe-Unkrodt. Wykładał na Hochschule für Musik Hanns Eisler Berlin, a także na Universität der Künste Berlin. Został uhonorowany utworami skomponowanymi przez Joachima Grunera, Güntera Kochana i Johna D. Stevensa.